# IGPX
『IGPX Immortal Grand Prix』（アイ・ジー・ピー・エックス インモータル・グランプリ）は、モータースポーツ系のロボットレースを題材にした日本とアメリカの共同アニメ作品。

## 作品概要
日米共同制作で、アメリカを舞台としたロボットレース・アニメである。2005年10月5日から2006年3月29日にかけてテレビ朝日で放送された（朝日放送は10月11日から、メ〜テレは10月12日からそれぞれ約半年放送。カートゥーン ネットワークでは2005年11月12日に1～3話の先行放送が行われた後、TOONAMI枠で2006年1月より日本語吹き替えで放送。7月からは2か国語放送で放送）。PlayStation 2専用ゲームソフトの発売や、メディアワークス『電撃マ王』にコミカライズ作品（脚本：柳瀬優希、作画：筧小龍）が掲載されるなどのメディアミックスも展開していた。

## ストーリー概要
西暦2048年、人々を熱狂的にさせるスポーツがここにあった。その名は「Immortal Grand Prix」（インモータル・グランプリ：通称IGPX）。3対3の対戦が基本のロボットレースで、マシン性能、パイロット、そしてチームワークの3つが秀でていなければ勝てないとされている。
IGPX最高峰リーグとされる「IG-1」にこの年、下位リーグ「IG-2」から新たなチームが昇格した。そのチームの名は「チーム・サトミ」。この作品はチーム・サトミが上位の強豪チーム相手に奮戦する姿を中心に描いていく。

## 登場キャラクターとチーム概要
※声優は日本語版 / 英語版の順。

### サトミ
2034年創設。個性的なパイロットと適材適所のフォーメーションの不均衡が原因でここ数年低迷していたが、これをプラス指向に2047年のIG-2優勝を飾った。2048年、IG-1に昇格し初参戦となる。スポンサーはインターネット産業の「Net.Vc」。
タケシ・ジンノ
声 - 三戸耕三 / ハーレイ・ジョエル・オスメント
本作の主人公。フォワード（FW）担当の日本人でチームのエース。常にボーっとしているが、物事に集中すると他人に耳を貸さないほどの集中力を出す。実力に関しては未知数であり、「抜群の強運少年」と呼ばれている。剣道・居合道が得意。チーム・スカイラークのファンティーヌ・ヴァルジャンと暫く交際関係にあったが、2049年の対チーム・スカイラーク戦当日の試合開始直前に、決別を一方的に告げられ、当人は不本意ながらも一応の関係終焉を迎える。その後、チームメイトのリズ・リカーロと付き合うことになる。
リズ・リカーロ
声 - 渡辺明乃 / ミシェル・ロドリゲス
ディフェンダー（DF）担当のプエルトリコ人でチームリーダー。男勝りの人物で、マシンテクニックの腕前を持つが、協調性に欠けており短気。そのため正反対のタケシと対立することもしばしば。中国武術に興味を持っている。
エイミー・ステイプルトン
声 - 小野涼子 / ヒンデン・ウォルチ
ミッドフィルダー（MF）担当のアイルランド人で戦略担当のリーダー。動物的勘を持つ「天才少女」と呼ばれるチームの頭脳。
ルカ
声 - 山崎バニラ / ジェニファー・ジーン
エイミーのペットの三毛猫で、希少とされるアニマルナビの戦力として貢献。エイミーと心身共にシンクロする「特別な存在」。
サトミ・サトミ
声 - 篠原恵美 / ジェニファー・ジーン
チーム・サトミのオーナー兼監督。祖父・ミツヒロが会長を務めるサトミ重工が経営危機に立たされた影響で、勝ちに拘る姿勢を見せている。
アンドレ・ルブレブ
声 - 田中正彦 / ランス・ヘンリクセン
コーチ担当。酒の影響で体調不良にあったが、サトミに誘われてコーチ就任。自称「名コーチ」と息巻いているが、優秀には見えず、チーム内の評価も低い。
彼の正体は伝説の英雄・ロケット・ジョージであり、ヴェルシュタインの監督、サー・ハムグラとは元チームメイト。レース時の美しくアグレッシヴな走行はファンを魅了し、2038年からの4シーズン連続優勝決定戦に進出し、そのうち2回優勝に貢献。しかし2043年、レース中にアクシデントを起こし、行方不明になっていた。
マサ・イシカワ
声 - 堀川仁 / カーク・ソーントン
メカニック担当。表向きは温厚で寡黙だが、チューンナップに対する姿勢は世界一と呼ばれている。「給料より仕事」と拘る職人肌。
ヒマワリ・アオイ
声 - 須藤祐実 / ジュリー・マッダレーナ
常にパイロットの体調管理を務める医療班のメンバーで、いつも笑顔を絶やさないチームのムードメーカー。

### ブラックエッグ
2033年、IG-3時代の2チームが合併して創設。IG-2では防御主体の戦法で勝利を重ね、2045年にIG-1へ昇格。2047年は5位に終わったが、不利な状況でもポイントを確実に獲る力は着目すべき点でもある。2048年は6位（最下位）に終わりIG-2に降格した。スポンサーはロボットメーカー「DIGITAL HEARTS」。
リカルド・モンタジオ
声 - 小西克幸 / エリック・デービス
FW担当のアルゼンチン人。誰にでも愛嬌を振りまく姿は印象的で、2047年のIGPXベストコメンテーターに選ばれた。
グラント・マッケイン
声 - 小谷津央典 /
MF担当のオーストラリア人。
グラス・ジョーンズ
声 - 宮下栄治 / デイヴ・マロウ
DF担当のイギリス人。

### エッジレード
2026年創設。2039年、IGPXファンが多い重機企業がメインスポンサーに就き、それを追い風に2041年、IG-1へ昇格。このチームのメカニックデザインは他のチームでも良い手本となっている。2047年、上位チームには敵わず4位に終わったものの、抜群のチームワークが功を奏している。スポンサーは自動車・ロボットメーカー「O.F.P」。
ビョーン・ジョハンソン
声 - 飛田展男 / クリスピン・フリーマン
FW担当のスウェーデン人。三白眼の特徴持ちの少年、希少のアニマルナビ・ソラとシンクロする。
ベラ・ディマルコ
声 - 伊東みやこ / ステファニー・シェー
MF担当のイタリア人で、チームの紅一点。
フランク・ブレット
声 - 千葉進歩 / デイヴ・ヴィッテンベルク
DF担当のイギリス人。
ソラ
声 - 橘U子 / ウェンディー・リー
ビョーンのペットの犬。

### スカイラーク
2029年創設。女性だけのパイロット構成は創設時からチームの伝統となっている。多岐に渡るメディアミックスで、女性のファンが多い（スポンサーのイメージキャラクターも務めている）。可憐なる姿とは裏腹に、格闘系の戦術で2047年は3位の成績を残した。スポンサーは化粧品メーカー「Radiosity Sealant」。
ファンティーヌ・ヴァルジャン
声 - 堀江由衣 / カレン・ストラスマン
FW担当のフランス人。「IGPXのプリンセス」の呼び名で知られている。タケシに好意をもっているが、今のところ微妙な関係となっている。
ジェシカ・ダーリン
声 - 浅井清己 / ケイト・ビギンズ
MF担当のオランダ人。
エリサ・ドゥーリトル
声 - 日野未歩 / ミシェル・ラフ
DF担当のニュージーランド人。

### スレッジママ
2023年、IGPXとともに創設。全チームの中では最も知名度が高く、最強最悪のラフプレーは伝説と呼ばれている。ヴェルシュタインに対する唯一の対抗馬で、予測不能の攻めはこのチームの戦術でもある。スポンサーは鉄鋼業メーカー「Qoosh」。
ヤマー
声 - 藤原啓治 / マーク・ハミル
FW担当のアメリカ人。元軍人であり、「勝利こそ全て」がモットー。強引かつ荒っぽい戦いをするが、IGPX選手としての自分に対するプライドも持っている。タケシに嫌悪を抱いている。 リバー加入時はMFを担当していた。
デマー
声 - 志村知幸 / アンドレ・ウェア
DF担当のアメリカ人で、巨漢。
チマー
声 - 鈴木達央 / デイヴ・ヴィッテンベルク
MF担当のアメリカ人で、卑怯な戦略を好む。リバー加入後は控えに廻った。
リバー・マルケ
声 - 中井和哉 / スティーヴ・ステイリー
FW担当。サトミから移籍した。かつては才能が認められてのサトミ所属だったが、タケシにFWの座を奪われ補欠要員に。自らの才能を誇示したいがために必要以上のアピールを繰り返していた。

### ヴェルシュタイン
2036年創設。2044年にIG-1初参戦。2046年、47年にIG-1の2年連続優勝を果たした。「走・攻・守」の3つのバランスを絶妙に保っており、これが強さの秘密とされている。スポンサーは精密機器・自動車メーカー「TAKEUCHI」及びパソコンメーカー「ISHIGAKI」。
アレックス・カニンガム
声 - 三木眞一郎 / スティーヴン・ブルーム
FW担当のドイツ人。伝説の英雄、ロケット・ジョージ以来の天才の呼び名で知られている。タケシを何故かライバル視している。
ジャン・マイケル
声 - 古島清孝 / デイヴ・ヴィッテンベルク
MF担当のフランス人。
デュー
声 - 風間勇刀 / レックス・ラング
DF担当のスペイン人。
サー・ハムグラ
声 - 中田譲治 / キム・ストラウス
ヴェルシュタインの監督。チーム・サトミのコーチ、アンドレ・ルブレブとはレーサー時代のチームメイトでライバルだった。

### ホワイトスノー
2037年創設。その頃から暫くはIG-3だったが、2045年にメインスポンサーを変更し、チームの強さが向上。2047年、IG-2に昇格し、2048年に優勝を飾った。2049年、チーム・ブラックエッグのIG-2降格と入れ替わり、IG-1初参戦となる。
ザナック・ストラウス
声 - 三宅健太 / ダグ・アーホルツ
FW担当のオーストリア人で、チーム唯一の男性メンバー。
ジュディー・ハイスミス
声 - 三石琴乃 / メーガン・ホリングゼッド
DF担当のアメリカ人。
マックス・エルリック
声 - 藤村ちか / メーラ・リー
MF担当。ノルウェー人（父）とインド人（母）のハーフ。

### その他の登場キャラクター
ユリ・ジンノ
声 - 小清水亜美 / ステファニー・シェー
タケシの妹。常に素っ気ない態度を見せているが、兄・タケシを応援している。
ジョニー
声 - 三ツ木勇気 / ブライアン・シッダール
IGPXファンの少年。タケシに憧れている。
ベンジャミン・ブライト
声 - 宮澤正 / トム・ケニー
IGPXの実況アナウンサーで、解説も務める。本人も熱狂的ファンであり、「IGPXの生き字引」と呼ばれている。

## スタッフ
- 企画・原作 - Production I.G×Cartoon Network
- 企画 - 石川光久（Production I.G）、ショーン エイキンス（Cartoon Network）、渡辺繁（バンダイビジュアル）、彌富健一[1]（BANDAI ENTERTAINMENT, INC.）※各々の所属社名（　　　）はノン・クレジット
- 監督・シリーズ構成 - 本郷みつる
- キャラクターデザイン - 海谷敏久
- メカニックデザイン - 竹内敦志、石垣純哉
- 設定協力 - 西村博之
- プロップデザイン - 高橋英樹
- 美術監督 - 光元紋（スタジオ美峰）
- 美術設定 - 平澤晃弘（スタジオ美峰）
- 色彩設計 - 渡邊陽子
- 動画監督 - 野上麻衣子
- 3Dプロデュース - 水谷英二
- 3D監督 - 竹内敦志
- 3D CGI - ヨシダ ミキ、河口俊夫
- 特殊効果 - 村上正博
- ビジュアルエフェクト - 亀井幹太
- 撮影監督 - 古川誠
- 編集監督 - 植松淳一
- 音響監督 - 三間雅文（テクノサウンド）
- 音楽 - NINJA TUNE
- 音響効果 - 倉橋裕宗（サウンドボックス）
- 制作協力 - P.A.WORKS / 堀川憲司、M.S.C / 松井正一
- プロデューサー - 寺川英和（Production I.G）、ジェイソン・デマルコ（Cartoon Network）、太田賢司（テレビ朝日）、沖訓久（バンダイビジュアル）
- アニメーション制作 - Production I.G
- 制作 - テレビ朝日（#01～#24）
- 製作 - IGPX製作委員会（Production I.G、Cartoon Network、バンダイビジュアル、BANDAI ENTERTAINMENT, INC.、ランティス）※バンダイビジュアルは現・バンダイナムコフィルムワークス、BANDAI ENTERTAINMENT, INC.は現・BANDAI AMERICA INC.、ランティスは現・バンダイナムコミュージックライブ
- 著作権表記 - © Production I.G・Cartoon Network/IGPX製作委員会[2]

### 英語版スタッフ
- 製作総指揮 - ショーン・エイキンス
- プロデューサー - エリック・P・シャーマン、坂本佳栄子、ジェイソン・デマーコ
- 演出 - エリック・P・シャーマン
- 翻訳 - ユリカ・アラキ＝デニス
- 制作 - ウィリアムズ・ストリート、バングズーム! エンタテイメント

## 主題歌
オープニングテーマ「Go For It!」
作詞 - Mavie / 作曲・編曲 - 飯塚昌明 / 歌 - GRANRODEO（ランティス）
エンディングテーマ「Believe yourself」
作詞・作曲 - 栗林みな実 / 編曲 - 大久保薫 / 歌 - exige（ミナミ・クリバヤシ&C.Tベロニカ） / 音楽協力 - ランティス

## 各話リスト
| 話数 | サブタイトル     | 英題                               | 脚本                | 絵コンテ            | 演出                  | 作画監督          | 初放送日              |
| ---- | ---------------- | ---------------------------------- | ------------------- | ------------------- | --------------------- | ----------------- | --------------------- |
| #1   | 輝きの時         | Time to Shine                      | 本郷みつる          | 本郷みつる 西村博之 | 本郷みつる            | 海谷敏久          | 2005年 10月5日        |
| #2   | 勝つか、負けるか | Win... or Lose                     | 本郷みつる          | 西村博之            | 湖山禎崇              | 斎藤卓也          | 10月12日              |
| #3   | 黒い卵           | Black Egg                          | 西村博之            | 多田俊介            | 多田俊介              | 入江健司          | 10月19日              |
| #4   | 皇帝の名の下に   | The Ghost                          | 本郷みつる          | 西村博之 須間雅人   | 橋本昌和              | 守岡英行          | 10月26日              |
| #5   | 我等、集う時     | Come Together                      | 西村博之            | 西村博之            | 本郷みつる            | 海谷敏久          | 11月2日               |
| #6   | 猫VS犬           | Cat vs. Dog                        | 本郷みつる          | 片山春美            | 湖山禎崇              | 斎藤卓也          | 11月9日               |
| #7   | 春が来た         | Spring Has Come                    | 浅野真樹子          | 多田俊介            | 多田俊介              | 入江健司          | 11月16日              |
| #8   | 好き好き大好き   | I Like You, I Like You, I Love You | 西村博之            | 西村博之            | 橋本昌和              | 宮前真一          | 11月23日              |
| #9   | 休日             | Holiday                            | 浅野真樹子          | 鎌倉由実            | 鎌倉由実              | 海谷敏久          | 11月30日              |
| #10  | 対決             | Showdown                           | 本郷みつる          | 西村博之            | 橋本昌和              | 宮前真一          | 12月7日               |
| #11  | そして…          | And Then...                        | 本郷みつる          | 多田俊介            | 多田俊介              | 入江健司          | 12月14日              |
| #12  | 最終決戦         | The Final Battle                   | 西村博之 本郷みつる | 西村博之            | 河野利幸              | 宮前真一          | 2006年 1月11日        |
| #13  | 明日へ、         | Into Tomorrow                      | 本郷みつる          | 本郷みつる 西村博之 | 本郷みつる            | 海谷敏久          | 1月18日               |
| #14  | 新たなる挑戦     | A New Challenge                    | 浅野真樹子          | 湖山禎崇            | 湖山禎崇              | 斎藤卓也          | 1月25日               |
| #15  | とまどい         | Feeling Lost                       | 浅野真樹子          | 初見浩一            | 橋本昌和              | 佐藤雅弘          | 2月1日                |
| #16  | 無防備な心       | Vulnerable Mind                    | 浅野真樹子          | 河野利幸            | 河野利幸              | 宮前真一          | 2月8日                |
| #17  | 白い雪           | White Snow                         | 本郷みつる          | 鎌倉由実            | 橋本昌和              | 守岡英行          | 2月15日               |
| #18  | パズル・リングス | Puzzled                            | 本郷みつる          | 湖山禎崇            | 湖山禎崇              | 高橋英樹 海谷敏久 | 2月22日               |
| #19  | タケシ、前へ     | Moving On                          | 浅野真樹子          | 須間雅人            | 橋本昌和              | 宮前真一          | 3月1日                |
| #20  | 復活             | Comeback                           | 笠原邦暁            | 河野利幸            | 河野利幸              | 芝美奈子          | 3月8日                |
| #21  | 決断             | Decision                           | 笠原邦暁 浅野真樹子 | 片山春美 竹内敦志   | 浅野真樹子 本郷みつる | 海谷敏久          | 3月15日               |
| #22  | 進むべき場所へ   | Function, Not Fashion              | 浅野真樹子          | 湖山禎崇            | 橋本昌和              | 宮前真一          | 3月22日               |
| #23  | 運命             | Fate                               | 本郷みつる          | 摩砂雪              | 湖山禎崇              | 芝美奈子          | 3月29日               |
| #24  | 勝利の行方       | Winner's Circle                    | 本郷みつる          | 喜多谷充            | 橋本昌和              | 宮前真一          | 3月29日               |
| #25  | 敵対的矛盾       | Hostile Contradiction              | 本郷みつる          | 須間雅人            | 湖山禎崇              | 野武洋行          | 6月25日 ※地上波未放映 |
| #26  | 結末と、始まり   | The End... and the Beginning       | 本郷みつる          | 西村博之            | 本郷みつる            | 海谷敏久          | 7月2日 ※地上波未放映  |

## 放送局
| 放送地域   | 放送局     | 放送期間                      | 放送日時                              |
| ---------- | ---------- | ----------------------------- | ------------------------------------- |
| 関東広域圏 | テレビ朝日 | 2005年10月5日 - 2006年3月29日 | 水曜 26:40 - 27:10                    |
| 近畿広域圏 | 朝日放送   | 2005年10月11日 - 2006年4月4日 | 火曜 26:51 - 27:21                    |
| 中京広域圏 | メ〜テレ   | 2005年10月12日 - 2006年4月5日 | 水曜 27:08 - 27:38                    |
| 日本全域   | TOONAMI    | 2006年1月8日 - 2006年7月2日   | 日曜 12:00 - 12:30 日曜 19:00 - 19:30 |